# تعليم زراعي
التعليم الزراعي هو عملية تدريس الزراعة والموارد الطبيعية وإدارة الأراضي. في المستويات العليا، يتم التعليم الزراعي في المقام الأول لإعداد الطلاب للعمل في القطاع الزراعي. قد تشمل الفصول التي يتم تدريسها منهج تعليمي زراعي مثل: البستنة، وإدارة الأراضي، وإدارة عشب النجيل، والعلوم الزراعية، ورعاية الحيوانات الصغيرة، وصفوف الآلات والمتاجر، والصحة والتغذية، وإدارة الثروة الحيوانية، وعلم الأحياء.
التعليم الزراعي شائع في المدارس الابتدائية والثانوية (بما في ذلك المدارس المتوسطة والثانوية في الولايات المتحدة)، والتعليم العالي (بما في ذلك المدارس والجامعات المهنية)، ومستويات البالغين. غالبًا ما يتم تدريس الزراعة الأولية في كل من المدارس العامة والخاصة، ويمكن أن تغطي موضوعات مثل كيفية نمو النباتات والحيوانات وكيفية زراعة التربة والحفاظ عليها. تدرب الزراعة المهنية الناس على وظائف في مجالات مثل الإنتاج والتسويق والحفظ. تتضمن الزراعة الجامعية تدريب الأشخاص على التدريس أو إجراء البحوث من أجل النهوض بمجالات الزراعة وعلوم الأغذية. التعليم العام يعلم الجمهور عن الغذاء والزراعة.
تشمل التخصصات المرتبطة ارتباطًا وثيقًا بالتعليم الزراعي الاتصالات الزراعية والقيادة الزراعية والتعليم الإرشادي.